# 小田原警察署
小田原警察署（おだわらけいさつしょ）は、神奈川県警察が管轄する警察署の一つである。識別章所属表示はGC。
県南西部の要となる当署は、小田原市、箱根町、湯河原町、真鶴町の一市三町の広範囲を管轄しており、計35箇所の交番・駐在所を持ち、多数の警ら車両が配備されている。相模方面本部隷下、第五方面に属する県内有数の大規模警察署であり署長には経験豊富な警視正が就く。
城下町として栄えた小田原市街、箱根、芦ノ湖といった観光地等を含む一方、広い山間部も含めた治安を担っており、管轄区域西側は静岡県と隣接することから、静岡県警察と相互の緊急配備等も行われることがある。管内居住人口はおよそ23万人。
新庁舎には県下警察署で初めての拳銃射撃場が設置されている。自動車運転免許証の即日交付も出来る。署内には刑事部機動捜査隊と地域部自動車警ら隊の小田原分駐所がある。また、警備部直轄警察隊（管区機動隊）も配備されている。
管轄区域内に指定暴力団稲川会系組事務所が存在する。

## 所在地
- 神奈川県小田原市荻窪350-1

## 管轄区域
- 小田原市、足柄下郡真鶴町、湯河原町及び箱根町
- 管轄面積：254.69km²

## 沿革
- 1877年（明治10年）2月1日：国（内務省）の通達により、神奈川県下に設置された11警察署のうちの一つ。
- 1923年（大正12年）9月1日：関東大震災により庁舎が崩壊したため、小田原市緑町に移転。
- 1969年（昭和44年）：小田原市本町に移転。
- 2004年（平成16年）4月1日：現在の庁舎に移転した。

## 組織
署員数約370名。
- 署長（警視正）
- 副署長（警視）
- 地域担当次長（警視）
- 会計担当次長（警視相当職）
- 刑事兼生活安全担当次長（警視）
- 交通担当次長（警視）
- 警務課 - 警務係、住民相談係
- 留置管理課（平成28年度新設） - 管理係
- 会計課 - 会計係
- 生活安全課 - 防犯少年係、経済保安係
- 地域第一課 - 地域企画係、地域係
- 地域第二課 - 地域係
- 地域第三課 - 地域係

（警ら用無線自動車6台、小型警ら車15台）
- 刑事第一課 - 刑事総務係、強行犯係、盗犯係、鑑識係
- 刑事第二課 - 知能犯係、暴力国際犯係、薬物銃器対策係
- 交通第一課 - 交通総務係
- 交通第二課 - 交通捜査係、交通指導係
- 警備課 - 公安係、外事係、直轄警察隊

（12課体制）
※「神奈川県警察の組織に関する規則（昭和44年3月31日、公安委員会規則第2号）」を参考にした。

## 交番・駐在所

### 小田原市
- 三の丸交番 - 小田原市本町1丁目7番19号
- 小田原駅東口交番 - 小田原市栄町1丁目1番13号
- 小田原大橋交番 - 小田原市寿町4丁目13番13号
- 足柄交番 - 小田原市扇町3丁目5番26号
- 鴨宮川東交番 - 小田原市中里296番地の9
- 国府津交番 - 小田原市国府津2丁目4番2号
- 酒匂交番 - 小田原市酒匂2丁目41番43号
- 東町交番 - 小田原市東町2丁目6番3号
- 早川駅前交番 - 小田原市早川1丁目16番地の9
- 富水駅前交番 - 小田原市堀之内242番地の1
- 栢山駅前交番 - 小田原市栢山2636番地

### 箱根町
- 宮の下交番 - 足柄下郡箱根町宮ノ下108番地の6
- 湯本交番 - 足柄下郡箱根町湯本706番地の70
- 元箱根交番 - 足柄下郡箱根町元箱根63番地

### 湯河原町
- 湯河原交番 - 足柄下郡湯河原町土肥5丁目3番地の6

### 真鶴町
- 真鶴駅前交番 - 足柄下郡真鶴町真鶴1824番地

### 廃止された交番
- 小田原駅西口交番　小田原市城山一丁目1番22号 - 隣接の交番と統合することにより、2024年3月末で廃止[1][2]。

## 駐在所

### 小田原市
- 板橋駐在所 - 小田原市板橋178番地の16
- 蓮正寺駐在所 - 小田原市蓮正寺808番地の1
- 田島駐在所 - 小田原市田島1488番地
- 下曽我駐在所 - 小田原市曽我原180番地の1
- 根府川駐在所 - 小田原市根府川109番地
- 前羽駐在所 - 小田原市前川519番地の3
- 久野駐在所 - 小田原市久野1622番地の3
- 豊川駐在所 - 小田原市成田714番地の3
- 上府中駐在所 - 小田原市千代129番地
- 曽我駐在所 - 小田原市下大井246番地
- 飯田岡駐在所 - 小田原市穴部506番地の7
- 下中駐在所 - 小田原市小船1265番地1

### 箱根町
- 宮城野駐在所 - 足柄下郡箱根町宮城野625番地5
- 仙石原駐在所 - 足柄下郡箱根町仙石原16番地の3
- 箱根駐在所 - 足柄下郡箱根町箱根160番地の3
- 高原駐在所 - 足柄下郡箱根町仙石原1246番地の247

### 湯河原町
- 湯河原駐在所 - 足柄下郡湯河原町宮上475番地の38

## 連絡所
- 鴨宮駅前連絡所 - 小田原市鴨宮30番地
- 吉浜連絡所 - 足柄下郡湯河原町吉浜999番地の1

## 過去の重大事件・事故
- 足柄村騒擾事件
- 小田原一家5人殺害事件
- 東海道新幹線火災事件
- 東海道新幹線車内殺傷事件

## 主な未解決事件
- 湯河原町において発生した女性放火殺人事件[3]